# Mehmet Okur
Mehmet Okur, né le 26 mai 1979 à Yalova en Turquie, est un joueur turc de basket-ball évoluant au poste de pivot ou d'ailier fort.

## Biographie
Surnommé Memo, ce joueur de 2,12 m combine une solide présence dans la raquette à un jeu extérieur efficace, avec en particulier un bon tir à trois points et un excellent pourcentage aux lancers francs.
Okur est choisi par les Pistons de Détroit lors de la draft 2001.
Ces qualités lui ont permis de passer de 12,9 points par matchs à 18,0 points, ce qui a fait de lui un excellent candidat au titre de meilleure progression pour l'année 2006, titre finalement obtenu par le français Boris Diaw. Ses bonnes performances, ainsi que le bon début de saison de sa franchise du Jazz de l'Utah permettent à Mehmet Okur de devenir le premier joueur turc à être invité à jouer au NBA All-Star Game.
Le 13 janvier 2009, Okur bat son record personnel lors de la victoire du Jazz de l'Utah face aux Pacers de l'Indiana (120-113). Okur marque 43 points à 13 sur 19 au tir, 3 sur 4 à trois points et 14 lancers-francs rentrés sur 15 tentés.
Le 22 décembre 2011, il signe un contrat d'un an aux Nets du New Jersey pour un montant de 10,8 millions de dollars (8,3 millions d'euros) afin de pallier l'absence de Brook Lopez, blessé.
Le 15 mars 2012, il est envoyé aux Trail Blazers de Portland, avec son coéquipier Shawne Williams et un premier tour de draft, en échange de Gerald Wallace. Il ne jouera aucun match pour cette équipe.

## Clubs successifs
- 1997-1998 :  Oyak Renault (TBL)
- 1998-2000 :  Tofas Bursa (TBL)
- 2000-2002 :  Efes Pilsen İstanbul (TBL)
- 2002-2004 :  Pistons de Détroit (NBA)
- 2004-2011 :  Jazz de l'Utah (NBA)
- 2011-2012 :  Nets du New Jersey (NBA)
- 2011:  Türk Telekomspor (TBL)
- 2011-2012 :  Trail Blazers de Portland (NBA)

## Palmarès

### Club
- Champion NBA en 2004 avec les Detroit Pistons.
- Champion de Turquie en 1999.
- Vainqueur de la Coupe de Turquie en 1999.

### Distinctions personnelles
- Drafté en 37e position par les Detroit Pistons en 2001[2].
- Participation au NBA All-Star Game 2007.

## Records sur une rencontre en NBA
Les records personnels de Mehmet Okur en NBA sont les suivants, :
| Type de statistique        | Saison régulière | Saison régulière        | Saison régulière | Playoffs | Playoffs                 | Playoffs      |
| Type de statistique        | Record           | Adversaire              | Date             | Record   | Adversaire               | Date          |
| -------------------------- | ---------------- | ----------------------- | ---------------- | -------- | ------------------------ | ------------- |
| Points                     | 43               | Pacers de l'Indiana     | 12 janvier 2009  | 23       | Warriors de Golden State | 9 mai 2007    |
| Paniers marqués            | 13               | 4 fois                  | 4 fois           | 9        | 2 fois                   | 2 fois        |
| Paniers tentés             | 27               | @ Suns de Phoenix       | 3 février 2007   | 19       | @ Lakers de Los Angeles  | 4 mai 2008    |
| Paniers à 3 points réussis | 6                | Nuggets de Denver       | 8 mars 2008      | 4        | 3 fois                   | 3 fois        |
| Paniers à 3 points tentés  | 9                | 2 fois                  | 2 fois           | 9        | Warriors de Golden State | 7 mai 2007    |
| Lancers francs réussis     | 14               | Pacers de l'Indiana     | 12 janvier 2009  | 7        | 2 fois                   | 2 fois        |
| Lancers francs tentés      | 15               | Pacers de l'Indiana     | 12 janvier 2009  | 8        | 2 fois                   | 2 fois        |
| Rebonds offensifs          | 10               | Suns de Phoenix         | 12 janvier 2005  | 8        | @ Lakers de Los Angeles  | 4 mai 2008    |
| Rebonds défensifs          | 15               | @ Bulls de Chicago      | 11 mars 2008     | 15       | Rockets de Houston       | 26 avril 2008 |
| Rebonds totaux             | 18               | 3 fois                  | 3 fois           | 19       | @ Lakers de Los Angeles  | 4 mai 2008    |
| Passes décisives           | 8                | @ 76ers de Philadelphie | 11 janvier 2006  | 6        | @ Rockets de Houston     | 23 avril 2007 |
| Interceptions              | 4                | @ Mavericks de Dallas   | 3 novembre 2009  | 4        | 2 fois                   | 2 fois        |
| Contres                    | 5                | 3 fois                  | 3 fois           | 4        | 3 fois                   | 3 fois        |
| Balles perdues             | 6                | 2 fois                  | 2 fois           | 5        | 2 fois                   | 2 fois        |
| Minutes jouées             | 54               | @ Heat de Miami         | 14 mars 2009     | 46       | Lakers de Los Angeles    | 11 mai 2008   |

- Double-double : 159 (dont 13 en playoffs)
- Triple-double : 0